# Rebecca Horn

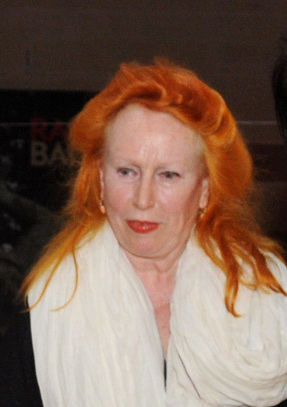
Rebecca Horn (2012)

Heidemarie Rebecca Horn (* 24. März 1944 in Michelstadt; † 6. September 2024 in Bad König) war eine deutsche Bildhauerin, Aktionskünstlerin und Filmemacherin. Ihre Arbeit bewegte sich oftmals im Grenzbereich verschiedener künstlerischer Disziplinen und umfasste Installationen, Performances, skulpturale Raum-Installationen, kinetische Objekte, poetische Texte, Film und Zeichnung. Rebecca Horn erhielt zahlreiche Auszeichnungen und galt international als eine der profiliertesten deutschen Künstlerinnen der Gegenwart.

## Leben

### Kindheit und Jugend
Rebecca Horn wurde am 24. März 1944 als Tochter eines Kaufmanns und Textildesigners im hessischen Michelstadt im Odenwald geboren.
Schon im frühen Kindesalter träumte sie davon, Künstlerin zu werden. Inspiriert wurde sie von ihrem rumänischen Kindermädchen, einer Malerin, die sie im Zeichnen unterrichtete, sowie von ihrem Onkel, der ebenfalls Künstler war und ein unstetes Leben führte.
Nach dem Besuch eines Internats sollte Rebecca Horn Volkswirtschaft studieren, um die elterliche Textilfabrik zu übernehmen, die seit mehreren Generationen im Familienbesitz war. Doch sie brach das Studium nach sechs Monaten ab und begann 1963, vorerst ohne Wissen der Eltern, ein Philosophie- und Kunststudium an der Hochschule für bildende Künste Hamburg.

### Studienzeit
Von Bedeutung für Horn waren die literarischen Werke Tagebuch eines Diebes von Jean Genet, Locus Solus von Raymond Roussel, Johann Valentin Andreaes Chymische Hochzeit des Christian Rosencreuz, die Werke von Franz Kafka und Filme von Luis Buñuel und Pier Paolo Pasolini.
1967 begann sie Abgüsse für eine Skulptur aus Glasfasern und Polyesterharz (glasfaserverstärkter Kunststoff) herzustellen. Allerdings wurde sie nicht vor giftigen Dämpfen gewarnt und zur Verwendung einer Atemschutzmaske angehalten. Daher erlitten Rebecca Horn und zwei weitere Kommilitoninnen eine schwere Lungenvergiftung, woraufhin Horn lange Zeit im Krankenhaus und ein Jahr im Sanatorium verbrachte. Nach ihrer Rückkehr an die Universität verwendete Rebecca Horn daraufhin nur noch leichtere und überwiegend organische Materialien wie Baumwolle, Bandagen und insbesondere Federn.
Zwischen 1968 und 1972 entstanden eine Reihe von Aktionen und Performances, die einem kleinen Personenkreis vorbehalten waren. Ihr erstes Projekt 1968 war die Arm-Extension, in der sie das Gleichgewicht zwischen Mensch und Raum auslotete. 1969 beendete Horn ihr Studium an der Hamburger Kunsthochschule. Ein einjähriges DAAD-Stipendium ermöglichte einen Studienaufenthalt am Central Saint Martins College of Art and Design in London.

### Künstlerische Laufbahn
Von Beginn der 1970er Jahre an schuf Rebecca Horn ihr Werk aus skulpturalen Environments, Installationen und Zeichnungen, Videos, Performances und Fotoübermalungen.
Sie arbeitete in den 1970ern zur Sichtbarmachung innerer Spannungen mit Metallkrallen und kinetischen Skulpturen. So befestigte sie im Jahr 1970 zur mythologischen Vergrößerung ihrer selbst ein mehr als ein Meter langes Horn auf dem Kopf und stellte sich auf ein Feld.
Im Jahr 1972 wurde ihr Werk zum ersten Mal auf der von Harald Szeemann kuratierten, kontrovers diskutierten Documenta 5 ausgestellt, bei der erstmals Fluxus und Happening-Kunst sowie Nicht-Kunst und Bildbeiträge aus der Psychiatrie Berücksichtigung fanden. Sie war die jüngste Künstlerin der Ausstellung.
Im selben Jahr zog Horn nach New York und ließ sich in SoHo nieder, einem Stadtteil von Manhattan, der seit den 1960er Jahren durch junge Künstler und Freiberufler geprägt war. Hier trafen sich Protagonisten der Fluxus- und Experimentalfilm-Szene und veranstalteten in heruntergekommenen leerstehenden Fabriketagen Dichterlesungen, Happenings und Performances. Fast zehn Jahre lang pendelte Horn zwischen Berlin und New York.
In den 1980er und 1990er Jahren schuf sie Installationen zur Sichtbarmachung verborgener Negativkräfte, darunter 40 Meter lange Aschewände für das KZ Buchenwald und reversive Konzerte, die in einem NS-Gefängnisstadtmauerturm in Münster dargestellt waren. Eine Weiterentwicklung in ihrem Schaffen war die Verwendung mechanisch spielender Musikinstrumente (Klaviere, Violinen), die sich wie Raubvögel vom Himmel stürzten. Die dissonanten Klänge in ihren Filmen und Videos nahmen oftmals ohrenbetäubende Ausmaße an.
1984 war Horn auf der Gruppenausstellung Von hier aus – Zwei Monate neue deutsche Kunst in Düsseldorf vertreten. 1993 hatte sie als erste Frau eine Einzelausstellung im New Yorker Guggenheim-Museum.
1987 gestaltete sie den Zwinger in Münster im Rahmen der Skulptur.Projekte zu einem Mahnmal gegen die NS-Gewalt um.

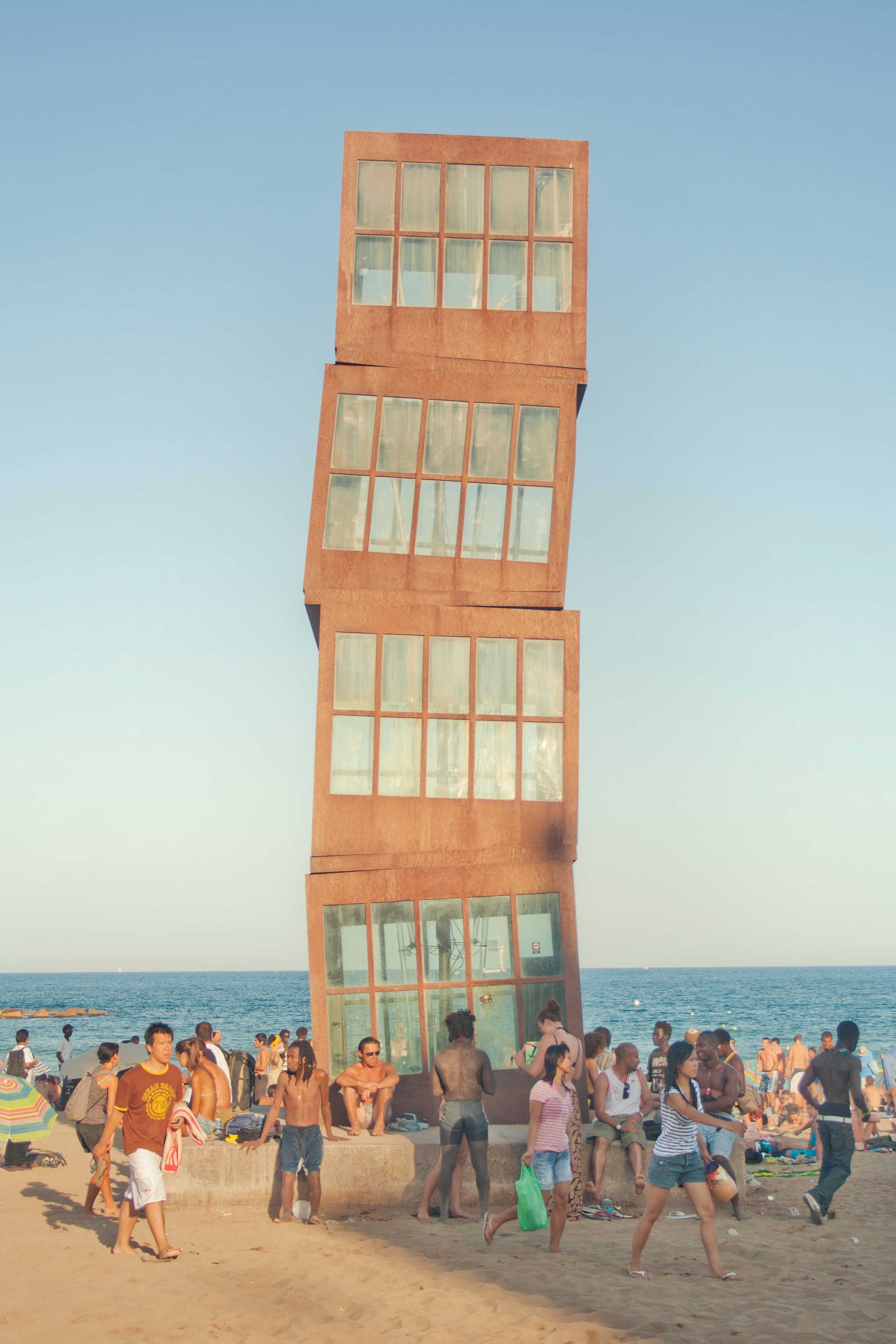
Skulptur L’estel ferit, geschaffen 1992 für die Olympischen Sommerspiele 1992 in Barcelona

Sie arbeitete unter anderem mit dem Arte-Povera-Künstler Jannis Kounellis und machte einige Filmprojekte, darunter die Kinofilme La Ferdinanda: Sonate für eine Medici-Villa mit den Schauspielern Valentina Cortese, Richard Sutherland und Hans Peter Hallwachs sowie Buster’s Bedroom (1990) nach einem Drehbuch von Martin Mosebach mit den Schauspielern Donald Sutherland, Geraldine Chaplin und Martin Wuttke, der für seine Ausstattung durch Nana von Hugo 1992 den Deutschen Filmpreis erhielt.
Sie erstellte Artwork zu dem Lied Secret World des 1992 erschienenen Albums Us von Peter Gabriel. Dieses zeigt einen offenen, weitgehend leeren älteren Reisekoffer. Gabriel lud Rebecca Horn ein, das Kunstwerk für Secret World zu entwerfen, das später in die Liner Notes des Albums Us aufgenommen und 1993 auf der London Contemporary Art Fair ausgestellt wurde. Nachdem sie den Song zum ersten Mal gehört hatte, kaufte Horn auf einem Flohmarkt in Berlin einen Koffer und befestigte verschiedene Objekte an dessen Innenseite, darunter einen Geigenbogen, ein Fernglas und eine Vorrichtung mit Federn, die einem Schmetterling ähnelte.
Rebecca Horn stellte mehrere Male auf der Documenta in Kassel aus und wurde mit wichtigen Kunstpreisen ausgezeichnet. So wurde sie 1992 als erste Frau Trägerin des Kaiserrings von Goslar. Seit 1993 war Horn Mitglied der Akademie der Künste in Berlin. Dort ist ihre Rauminstallation Die drei Grazien in den drei Lichtkuppeln der Wandelhalle des Bundesratsgebäudes seit dem Umzug der Institution und der Wiedereröffnung des Gebäudes im September 2000 Teil der künstlerischen Neugestaltung des früheren Sitzes des Preußischen Herrenhauses.
Der im Wiesbadener Museum zu sehende Rabenbaum, bestehend aus an Medusa erinnernde Kupferschlangen und Trichter-Schnäbeln voll Kohle, zeigt Horns Fähigkeit, Unbehagen hervorzurufen.

## Filmografie
- 1970: Einhorn. Super-8-mm,
- 1971: Schwarze Hörner. Super-8-mm,
- 1972: Performances 1, 22 min
- 1973: Performances 2, 45 min
- 1974–75: Berlin, Übungen in neun Stücken, 16 mm
- 1975: Paradieswitwe, 16 mm
- 1976: Die chinesische Verlobte, 16 mm
- 1978: Der Eintänzer, 16 mm, 45 min
- 1981: La Ferdinanda – Sonate für eine Medici-Villa, Artimino, 35 mm, 90 min
- 1990: Busters Bedroom, 35 mm, 104 Minuten[13]

## Ausstellungen

### Einzelausstellungen (Auswahl)
- 1973: Rebecca Horn – Körperraum, Galerie René Block, Berlin
- 1974: Rebecca Horn – Dreaming Under Water, René Block Gallery, New York
- 1979: Rebecca Horn – Dialogue Between Two Swings, Galleria Salvatore Ala, Mailand
- 1981: Rebecca Horn – La Ferdinanda – Sonate für eine Medici-Villa, Staatliche Kunsthalle Baden-Baden
- 1993: Solomon R. Guggenheim Museum, New York
- 1994: Neue Nationalgalerie, Staatliche Museen zu Berlin
- 1994: Retrospektive im Solomon R. Guggenheim Museum, New York
- 1995: Festival d’ Automne à Paris, Chapelle Saint-Louis de la Salpêtière, Paris
- 1997: Kestnergesellschaft, Hannover
- 2001: Das Santiago de Compostela-Projekt – Rebecca Horn and students, Haus am Lützowplatz, Berlin
- 2002: Sean Kelly Gallery, New York
- 2003: Tate Gallery Liverpool / „Rebecca Horn – Dancing Canvases“, Galerie Thomas Schulte, Berlin
- 2005: Rebecca Horn – Zeichnungen, Exhibition Centre, Centro Cultural de Belém, Lissabon
- 2006: Rebecca Horn – Retrospektive, Martin-Gropius-Bau, Berlin[14]
- 2007: Ausstellung im Museum Wiesbaden anlässlich der Übergabe des Alexej von Jawlensky-Preises der Landeshauptstadt Wiesbaden Ende 2007
- 2008: Rebecca Horn. Love – Hate, Salzburg, Museum der Moderne Rupertinum (21. Juni – 21. September)
- 2012: Rebecca Horn – Federn tanzen auf den Schultern, Weserburg Museum für moderne Kunst, Bremen (16. März – 1. Juli)
- 2015: Rebecca Horn – Black Moon Mirror, Galerie Thomas Modern, München; u. a. mit den Installationen Konzert der Seufzer (konzipiert für die Biennale 1997) und Gesang des Lichts (2005), der kinetischen Arbeit Der Ast zentriert im Sonnengeflecht sowie Gedichten[15][16]
- 2017/2018: Rebecca Horn – Hauchkörper als Lebenszyklus, Lehmbruck Museum, Duisburg
- 2018: Rebecca Horn – Glowing Core, St.-Hedwigs-Kathedrale, Berlin[17]
- 2019: Rebecca Horn. Körperphantasien. Museum Tinguely, Basel, 5. Juni bis 22. September 2019
- 2019/2020: Rebecca Horn. Theatre of Metamorphoses. Centre Pompidou-Metz, 8. Juni 2019 bis 13. Januar 2020
- 2021/2022: Rebecca Horn, Bank Austria Kunstforum Wien, 28. September 2021 bis 23. Januar 2022[18]
- 2024: Rebecca Horn, Haus der Kunst, München, 26. April bis 13. Oktober 2024
- 2025: Rebecca Horn: The Universe in a Pearl, Kunst- und Pilgerkirche Hospitalkirche St. Georg in Lößnitz (Erzgebirge), 30. März bis 30. November 2025

### Gruppenausstellungen (Auswahl)
- 1972: Documenta 5 in Kassel in der Abteilung Individuelle Mythologien: Selbstdarstellung – Exponate
- 1977: Documenta 6 in Kassel
- 1982: Documenta 7 in Kassel
- 1984: Von hier aus – Zwei Monate neue deutsche Kunst in Düsseldorf
- 1987: Skulptur Projekte in Münster
- 1990: Die Endlichkeit der Freiheit in Berlin
- 1992: Documenta IX in Kassel

### Retrospektiven
- 1993: Solomon R. Guggenheim Museum, New York. Die Ausstellung reiste danach zum Stedelijk Van Abbemuseum, Eindhoven; Nationalgalerie, Berlin; Kunsthalle Wien; Tate Gallery und Serpentine Gallery, London und das Musée de Grenoble.
- 2006: Rebecca Horn – Retrospektive, Martin-Gropius-Bau, Berlin.[19]

## Veröffentlichungen
- mit Joachim Sartorius: Das Wirbelsäulen Orakel. Texte von Rebecca Horn, Nachwort von Joachim Sartorius. Hatje Cantz Verlag, Berlin 2014, ISBN 978-3-7757-3888-0.

## Preise und Auszeichnungen
- 1975: Deutscher Kritikerpreis für den Film Berlin Exercises: Dreaming Under Water
- 1977: Kunstpreis der Glockengasse, Köln
- 1979: Kunstpreis der Böttcherstraße in Bremen
- 1986: Arnold-Bode-Preis der Documenta, Kassel
- 1988: Carnegie Prize für The Hydra Forest, Performing Oscar Wilde, Pittsburgh
- 1992: Kaiserring der Stadt Goslar
- 1992: Medienkunstpreis Karlsruhe[20]
- 1992: Verdienstkreuz 1. Klasse des Verdienstordens der Bundesrepublik Deutschland
- 1993: Kunstpreis der Stadt Darmstadt
- 1994: Berliner Bär (B.Z.-Kulturpreis)
- 2004: The Barnett and Annalee Newman Award, New York
- 2005: Hans-Molfenter-Preis, Stuttgart
- 2006: Piepenbrock Preis für Skulptur
- 2007: Alexej-von-Jawlensky-Preis der Stadt Wiesbaden[21]
- 2009: Alice Salomon Poetik Preis[22]
- 2010: Hessischer Kulturpreis
- 2010: Praemium Imperiale, Tokio
- 2012: Österreichisches Ehrenzeichen für Wissenschaft und Kunst
- 2016: Pour le Mérite für Wissenschaften und Künste
- 2017: Wilhelm-Lehmbruck-Preis
- 2019: Großes Verdienstkreuz mit Stern des Verdienstordens der Bundesrepublik Deutschland

### Museen zu Rebecca Horn
- Rebecca Horn. b. 1944, Michelstadt, Germany. The Solomon R. Guggenheim Foundation, 2024, abgerufen am 9. September 2024 (amerikanisches Englisch).
- Rebecca Horn. born 1944. Tate, 2024, abgerufen am 9. September 2024 (britisches Englisch).